# قربانعلی کلهر
قربانعلی کلهر اسکی‌باز اهل ایران است که در بازی‌های المپیک زمستانی ۱۹۷۲ که در ساپورو ژاپن برگزار می‌شد، در رشته‌های مارپیچ کوچک، مارپیچ بزرگ و اسکی سرعت به مصاف حریفان خود رفت.
او در مارپیچ کوچک در رتبه ۳۳ و در اسکی سرعت در رتبه ۵۵ جدول رده‌بندی قرار گرفت.
قربانعلی کلهر برای دومین بار در المپیک زمستانی ۱۹۷۶ که در اینزبروک اتریش برگزار می‌شد شرکت نمود و نتایج زیر را کسب نمود: در مارپیچ بزرگ در رتبه ۴۷ و در اسکی سرعت در رتبه ۵۵ جدول رده‌بندی قرار گرفت.
سه فرزند (۲دختر و یک پسر) دارد. دکتر حسین کلهر پسر وی دارنده سه مدال جهانی اسکی چمن و عضو هیات علمی دانشگاه می‌باشد. دختران او زهرا و زیبا نیز عضو تیم ملی اسکی بوده و هستند. وی هم‌اکنون کارشناس خبره فدراسیون اسکی می‌باشد.